# モーキャップスポーツ
『モーキャップスポーツ』（mocap SPORTS）は、コナミ（コナミデジタルエンタテインメント）が製作し、2009年に発表されたアーケードゲームである。

## 概要
野球・テニス・ボクシングといったメジャースポーツをボール型の専用コントローラーを使ってプレイする体感型スポーツゲーム。ボール型コントローラーは振る度合でスピードやパワーが測定される他、内蔵されているレバーやオプションボタンを使って高度な操作も可能である。
2011年10月現在でも稼動数は少ないがe-AMUSEMENTに対応しており、定期的に大会も行われていた。なお、e-AMUSEMENTサービスは2011年9月30日に終了した。

## ゲーム内容
野球とテニスは時間制限があり、残り時間が0になるとコンティニューが必要である。コンティニューしない場合はそこで試合終了となり、その時点で得点が高い方が勝利となる。

### 野球
守備の場合はピッチャー、攻撃の場合はバッターとして操作する。振ることで球を投げたり打つことができ、守備の場合はレバーを使って狙いを定めたり、オプションボタンを押すかコントローラーをひねりながら振ることで変化球も出せる。

### テニス
サーブやストロークは本物のテニスと同様のモーションを行い操作する。コントローラーをひねりながら打つとスピンも出せる。

### ボクシング
トーナメント制になっており、勝ち進むことで最大3試合プレイできる。レバーを使って避けたりフック等を出すことができる。相手に一定のダメージを与えると連続してパンチが繰り出され止めを刺すこともできる。

## 大会
前述の通り、定期的に大会が行われている。参加するにはe-AMUSEMENT PASSを使ってプレイする必要がある。
| 大会期間                | 大会名                          | 種目       | 概要（2回目以降は省略）      |
| ----------------------- | ------------------------------- | ---------- | ---------------------------- |
| 2010年1月1日〜1月31日   | ホームラン王決定戦!!            | 野球       | ホームラン数のトータルで競う |
| 2010年2月1日〜2月28日   | サーブ王決定戦!!                | テニス     | サーブ速度の平均で競う       |
| 2010年3月1日〜3月31日   | 速球王決定戦!!                  | 野球       | 投球速度の平均で競う         |
| 2010年4月1日〜4月30日   | ホームラン王決定戦!!（第2回）   | 野球       |                              |
| 2010年5月1日〜5月31日   | ハードパンチ王決定戦!!          | ボクシング | 平均パンチ力で競う           |
| 2010年6月1日〜6月30日   | 連続ラリー王決定戦!!            | テニス     | 連続ラリー数で競う           |
| 2010年7月1日〜7月31日   | サーブ王決定戦!!（第2回）       | テニス     |                              |
| 2010年8月1日〜8月31日   | ホームラン王決定戦!!（第3回）   | 野球       |                              |
| 2010年9月1日〜9月30日   | 連続ラリー王決定戦!!（第2回）   | テニス     |                              |
| 2010年10月1日〜10月31日 | サーブ王決定戦!!（第3回）       | テニス     |                              |
| 2010年11月1日〜11月30日 | 速球王決定戦!!（第2回）         | 野球       |                              |
| 2010年12月1日〜12月31日 | ハードパンチ王決定戦!!（第2回） | ボクシング |                              |